# Philipp de Wurtemberg
Ne doit pas être confondu avec Philippe de Wurtemberg.
Titre
Duc héréditaire de Wurtemberg
Depuis le 7 juin 2022
(3 ans, 1 mois et 19 jours)
Philipp de Wurtemberg, duc de Wurtemberg, né le 1er novembre 1964 à Friedrichshafen (arrondissement du Lac de Constance, Bade-Wurtemberg, Allemagne de l'Ouest) est le prince héritier de la maison de Wurtemberg, depuis le 7 juin 2022. Il est également un historien de l'art allemand.

## Biographie

### Origines familiales
Philipp de Wurtemberg, (en allemand : Philipp Albrecht Christoph Ulrich Maria Herzog von Württemberg), né au château de Friedrichshafen, le 1er novembre 1964 est le troisième fils et le quatrième des six enfants de Charles de Wurtemberg (1936-2022) et de Diane d'Orléans (1940),. Il est baptisé trois jours après sa naissance par le doyen de Friedrichshafen Robert Steeb, dans l'un des salons du château familial. Son parrain est le comte Karl von Maldeghem (né en 1930), tandis que sa marraine est sa tante maternelle Anne d'Orléans (née en 1938) duchesse de Calabre,.
Ses parents descendent tous deux du roi des Français Louis-Philippe Ier (1773-1850). Par son père, Philipp de Wurtemberg est un arrière petit-fils du duc Albert de Wurtemberg, dernier prince héritier de Wurtemberg, et de l'archiduchesse Marguerite de Habsbourg-Lorraine ; par sa grand-mère paternelle, l'archiduchesse Rose-Marie de Habsbourg-Toscane, il est l'arrière petit-fils de l'archiduc Pierre-Ferdinand de Habsbourg-Toscane, grand-duc de Toscane, et de la princesse Marie-Christine de Bourbon-Siciles.
Philipp de Wurtemberg a cinq frères et sœurs : Frédéric (1961-2018), Mathilde (1962), Eberhard (1963), Michael (1965) et Eléonore Fleur (1977).

### Historien de l'art

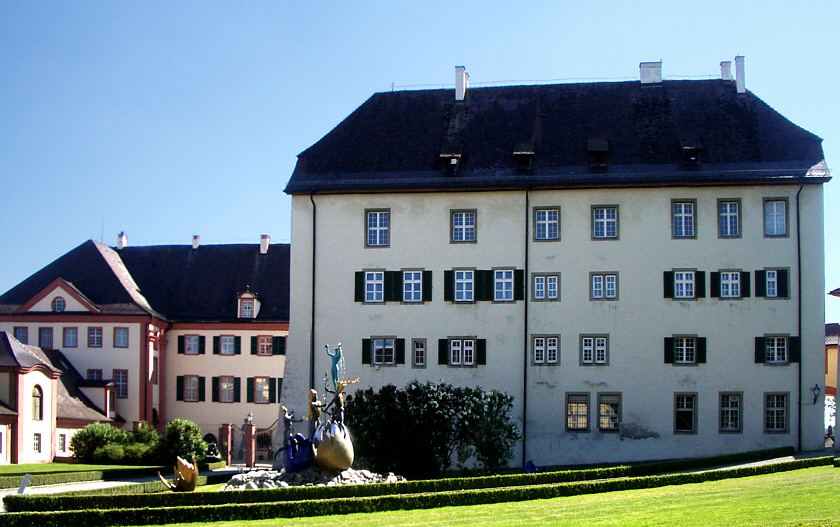
Le vieux et le nouveau château d'Altshausen en 2005.

En 1975, lorsque le duc Charles devient chef de sa maison, sa famille quitte le château de Friedrichshafen pour s'installer au château d'Altshausen, résidence de la famille de Wurtemberg depuis 1805. Philipp de Wurtemberg, qui aime s'adonner à la peinture, doit d'abord se former militairement dans le corps d'élite des para-commandos. Ensuite, il étudie l'histoire de l'art à l'Université Eberhard Karl de Tübingen où il obtient un master en 1993. Il obtient un doctorat quatre ans plus tard.
En 1996, Philipp de Wurtemberg travaille pour la maison de ventes aux enchères Sotheby's. Il débute à Londres dans l'expertise du mobilier des XVIIIe et XIXe siècles, avant de devenir le directeur général pour l'Allemagne jusqu'en 2018, date à laquelle il quitte la maison.

### Mariage et enfants
Philipp de Wurtemberg épouse, civilement au château d'Altshausen, le 28 juin 1991, puis religieusement à la chapelle du château de Tegernsee, le 27 juillet suivant, la princesse Marie-Caroline de Bavière, née à Munich le 23 juin 1969, seconde fille du prince Max Emmanuel de Bavière, duc en Bavière (1937) et de la comtesse Elisabeth Douglas (1940). 
Ils ont quatre enfants :
- Sophie duchesse de Wurtemberg, née à Munich, le 15 janvier 1994, mariée civilement au château d'Altshausen, le 15 septembre 2018[7], puis religieusement en la chapelle du château de Tegernsee, le 20 octobre suivant[8] avec Maximilien d'Andigné, né le 19 mars 1989, fils d'Hervé d'Andigné et Marie-Adélaïde de La Barre de Nanteuil, d'où deux filles : 
  - Olympia d'Andigné, née en septembre 2021 ;
  - Mathilda d'Andigné, née le 4 août 2024 ;
- Pauline duchesse de Wurtemberg, née à Londres, le 15 avril 1997 ;
- Carl Theodor duc de Wurtemberg né à Londres, le 15 juin 1999 ;
- Anna duchesse de Wurtemberg, née à Francfort-sur-le-Main, le 2 février 2007.

## Ascendance
|  |                                           |  |  |  |  |  |  |  |  |  |  |  |  |
|  | 8. Albert de Wurtemberg                   |  |  |  |  |  |  |  |  |  |  |  |  |
|  |                                           |  |  |  |  |  |  |  |  |  |  |  |  |
|  |                                           |  |  |  |  |  |  |  |  |  |  |  |  |
|  | 4. Philippe Albert de Wurtemberg          |  |  |  |  |  |  |  |  |  |  |  |  |
|  |                                           |  |  |  |  |  |  |  |  |  |  |  |  |
|  |                                           |  |  |  |  |  |  |  |  |  |  |  |  |
|  | 9. Marguerite de Habsbourg-Lorraine       |  |  |  |  |  |  |  |  |  |  |  |  |
|  |                                           |  |  |  |  |  |  |  |  |  |  |  |  |
|  |                                           |  |  |  |  |  |  |  |  |  |  |  |  |
|  | 2. Charles de Wurtemberg                  |  |  |  |  |  |  |  |  |  |  |  |  |
|  |                                           |  |  |  |  |  |  |  |  |  |  |  |  |
|  |                                           |  |  |  |  |  |  |  |  |  |  |  |  |
|  | 10. Pierre-Ferdinand de Habsbourg-Toscane |  |  |  |  |  |  |  |  |  |  |  |  |
|  |                                           |  |  |  |  |  |  |  |  |  |  |  |  |
|  |                                           |  |  |  |  |  |  |  |  |  |  |  |  |
|  | 5. Rose-Marie de Habsbourg-Toscane        |  |  |  |  |  |  |  |  |  |  |  |  |
|  |                                           |  |  |  |  |  |  |  |  |  |  |  |  |
|  |                                           |  |  |  |  |  |  |  |  |  |  |  |  |
|  | 11. Marie-Christine de Bourbon-Siciles    |  |  |  |  |  |  |  |  |  |  |  |  |
|  |                                           |  |  |  |  |  |  |  |  |  |  |  |  |
|  |                                           |  |  |  |  |  |  |  |  |  |  |  |  |
|  | 1. Philipp de Wurtemberg                  |  |  |  |  |  |  |  |  |  |  |  |  |
|  |                                           |  |  |  |  |  |  |  |  |  |  |  |  |
|  |                                           |  |  |  |  |  |  |  |  |  |  |  |  |
|  | 12. Jean d'Orléans                        |  |  |  |  |  |  |  |  |  |  |  |  |
|  |                                           |  |  |  |  |  |  |  |  |  |  |  |  |
|  |                                           |  |  |  |  |  |  |  |  |  |  |  |  |
|  | 6. Henri d'Orléans                        |  |  |  |  |  |  |  |  |  |  |  |  |
|  |                                           |  |  |  |  |  |  |  |  |  |  |  |  |
|  |                                           |  |  |  |  |  |  |  |  |  |  |  |  |
|  | 13. Isabelle d'Orléans                    |  |  |  |  |  |  |  |  |  |  |  |  |
|  |                                           |  |  |  |  |  |  |  |  |  |  |  |  |
|  |                                           |  |  |  |  |  |  |  |  |  |  |  |  |
|  | 3. Diane d'Orléans                        |  |  |  |  |  |  |  |  |  |  |  |  |
|  |                                           |  |  |  |  |  |  |  |  |  |  |  |  |
|  |                                           |  |  |  |  |  |  |  |  |  |  |  |  |
|  | 14. Pierre d'Orléans-Bragance             |  |  |  |  |  |  |  |  |  |  |  |  |
|  |                                           |  |  |  |  |  |  |  |  |  |  |  |  |
|  |                                           |  |  |  |  |  |  |  |  |  |  |  |  |
|  | 7. Isabelle d'Orléans-Bragance            |  |  |  |  |  |  |  |  |  |  |  |  |
|  |                                           |  |  |  |  |  |  |  |  |  |  |  |  |
|  |                                           |  |  |  |  |  |  |  |  |  |  |  |  |
|  | 15. Élisabeth Dobrzensky de Dobrzenicz    |  |  |  |  |  |  |  |  |  |  |  |  |
|  |                                           |  |  |  |  |  |  |  |  |  |  |  |  |
|  |                                           |  |  |  |  |  |  |  |  |  |  |  |  |